# أنطونيوس أميليوس
أنطونيوس أميليوس (بالهولندية: Antonius Aemilius)، ولد في 20 ديسمبر 1589 في آخن، وتوفي في 12 نوفمبر 1660 في أوترخت، كان مؤرخًا وفيلسوفًا ألمانيًا عاش في هولندا. 

## نُبذة
كان أنطونيوس أميليوس ابن يان ميليس، وهو تاجر وعمدة زفارتافاترلاند لاحقًا، وزوجته إليزابيث هوبراكن. ذهب والديه من ألمانيا إلى دوردريخت لأسباب دينية. في البداية كان قد التحق بالمدرسة اللاتينية في مكان ولادته ثم تلقى تعليمه الأساسي في دوردريخت. 